# Andy LaRocque

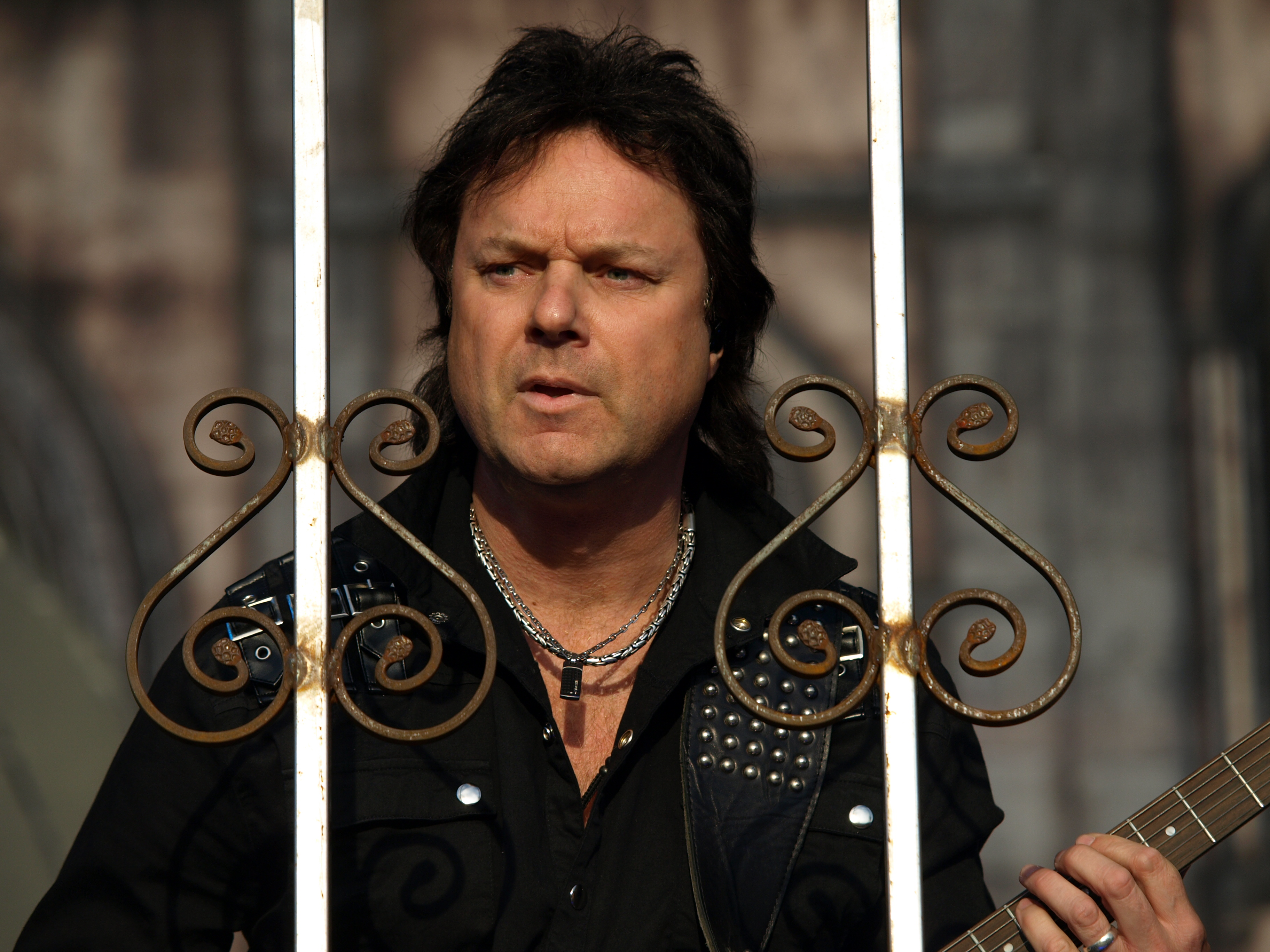
Andy LaRocque (Tuska Open Air 2013)

Andy LaRocque (bürgerlich Anders Allhage; * 29. November 1962 in Göteborg) ist ein schwedischer Gitarrist, Komponist und Musikproduzent.

## Leben
LaRocque begann seine ernste Musikkarriere 1984 nach einigen Jams und Engagements bei kleinen Bands bei der schwedischen E. F. Band. Für diese spielte er das Album One Night Stand ein. Durch einen frühen Kontakt war er mit dem Schlagzeuger Mikkey Dee befreundet. Dieser stellte 1985 den Kontakt zu King Diamond her, da es mit dem Gitarristen der Ur-Besetzung im Studio Probleme gab. Andy LaRocque bekam über Mikkey dann das Angebot zum Vorspielen und wurde dann von 1985 bis heute Leadgitarrist, Komponist und Synthie-Spieler der gleichnamigen Band. Zusammen mit King ist LaRocque das einzige Bandmitglied, das Teil der originalen King-Diamond-Besetzung ist. Des Weiteren spielte er noch für Bands wie Death oder IllWill. Er trat auch als Gastgitarrist für Bands wie At the Gates (Gastsolo auf „Cold“), Dimmu Borgir (Gastsolo auf „Devil’s Path“), Falconer oder Evergrey in Erscheinung.
Andy LaRocque ist auch als Musikproduzent tätig. Er gründete 1995 sein eigenes Musikstudio „Los Angered Recordings“ in Angered, Schweden. 2007 änderte er den Namen und den Standort seines Studios in „Sonic Train Studios“ in Varberg, Schweden. Im Studio produzierte er mehr als 80 Alben mit Musikern und Bands aus der ganzen Welt wie Hammerfall (Schweden), Lord Belial (Schweden), Ascension (Schottland), Mistweaver (Spanien), Novembre (Italien) oder Belfast (Japan).

## Stil und Einflüsse
Das Gitarrenspiel von Andy LaRocque ist stark geprägt von Neoklassischem Metal. Charakteristisch für sein Spiel ist der Einsatz von Tremolo, Arpeggien und exotischen Tonleitern wie äolisch oder harmonisch Moll. Seine Gitarrensoli sind durch harmonische und melodische Passagen gekennzeichnet. Andy LaRocque beschrieb seinen Stil als „modernen Michael Schenker“ und seinen Ton als „weinend“. Als Inspirationen nennt er Randy Rhoads, Michael Schenker, Steve Vai und Ronnie Le Tekro (TNT). Sein Lieblingsalbum von King Diamond ist „Abigail“.
Auf der Bühne nennt er theatralische Rockbands wie Alice Cooper, Kiss oder Black Sabbath als Einflüsse.

## Ausrüstung
LaRocque verwendet eine violette Caparison-Horus-Custom-Gitarre sowie verschiedene B.C.-Rich- und Dean-Gitarren mit Seymour-Duncan-Tonabnehmern.
Auf der Bühne benutzt LaRocque verschiedene Verstärker von Marshall Amplification, Line 6, Randall und 4x12er-Boxen mit Vintage-30-Lautsprechern.